# Iridopelma seladonium
Iridopelma seladonium là một loài nhện trong họ Theraphosidae.
Loài này thuộc chi Iridopelma. Iridopelma seladonium được Carl Ludwig Koch miêu tả năm 1841.